# Мангидай (Сахалинская область)
Мангидай — село в городском округе Александровск-Сахалинский район Сахалинской области России, в 23 км от районного центра.
Планируется полная ликвидация села до конца 2020 года.

## География
Находится на берегу Татарского пролива.

## Население
| 2002 | 2010 | 2013 | 2021 |
| ---- | ---- | ---- | ---- |
| 157  | ↘86  | ↘57  | ↘10  |

По переписи 2002 года население — 157 человек (74 мужчины, 83 женщины). Преобладающая национальность — русские (87 %).